# Simona Mariani
Simona Mariani, nome d'arte di Simona Zezza (Napoli, 13 maggio 1954), è un'attrice italiana.

## Biografia
Ha fatto la sua prima apparizione in Pane, burro e marmellata nel 1977. Tra i suoi ruoli più importanti si può ricordare quello di Giulietta, protagonista femminile de I fichissimi (1981), nel quale ha il ruolo della sorella di Felice (interpretato da Diego Abatantuono), nonché fidanzata di Romeo (interpretato da Jerry Calà). Nel 1983 ha recitato a fianco di Adriano Celentano in Segni particolari: bellissimo. Dal 1983 è stata valletta a fianco di Raimondo Vianello nella trasmissione televisiva Zig Zag. Successivamente ha continuato a lavorare come attrice, benché in ruoli minori, anche in varie fiction degli anni duemila.

## Filmografia

### Cinema
- Pane, burro e marmellata, regia di Giorgio Capitani (1977)
- Liquirizia, regia di Salvatore Samperi (1978)
- Agenzia Riccardo Finzi... praticamente detective, regia di Bruno Corbucci (1979)
- Il casinista, regia di Pier Francesco Pingitore (1980)
- Razza selvaggia, regia di Pasquale Squitieri (1980)
- I fichissimi, regia di Carlo Vanzina (1981)
- Segni particolari: bellissimo, regia di Castellano e Pipolo (1983)
- Al lupo al lupo, regia di Carlo Verdone (1992)
- Ti amo Maria, regia di Carlo delle Piane (1997)
- Pazzo d'amore, regia di Mariano Laurenti e Luciano Caldore (1999)
- Tutta la conoscenza del mondo, regia di Eros Puglielli (2001)

### Televisione
- Zig Zag - quiz show (1983-1985)
- Villaggio Party - varietà (1987)
- Nebbia in Valpadana - serie TV, (2000)
- Tequila & Bonetti - serie TV, (2000)
- Valeria medico legale - serie TV, episodio 1x02 (2000)
- Nessuno paura - film TV, regia di Marcello Avallone (2001)
- Un posto al sole - serie TV (2001)
- Vivere - serie TV (2002-2003) - ruolo: Signora Bianchi
- Rita da Cascia - miniserie TV (2004)
- Don Matteo 5 - serie TV, episodio 5x01 (2006)
- Medicina generale - serie TV (2007)
- Distretto di Polizia - serie TV (2006)
- Carabinieri - serie TV (2006)
- La Squadra - serie TV (2008)
- Un posto al sole - serie TV (2011)